# Bithoracochaeta calopus
Bithoracochaeta calopus is een vliegensoort uit de familie van de echte vliegen (Muscidae). De wetenschappelijke naam van de soort zijn voor het eerst geldig gepubliceerd in 1885 door Bigot als Hydrophoria calopus.